# Ézy-sur-Eure
Ézy-sur-Eure é uma comuna francesa na região administrativa da Normandia, no departamento de Eure. Estende-se por uma área de 8,93 km². Em 2010 a comuna tinha 3 745 habitantes (densidade: 419,4 hab./km²).